# لغويات خزامية
اللغويات الخُزامية (بالإنجليزية: Lavender linguistics)‏ هو مصطلح يستخدمه علماء اللغويات، تقدم به بروفيسور علم الإنسان الأمريكي ويليام ليب لوصف دراسة اللغة المستخدمة من قبل المتحدثين ممن ينتمون للمثليين والمثليات ومزدوجي الميول الجنسي والمتحولين جنسياً وأحرار الجنس (LGBTQ). وتشتمل هذه «اللغة» على مجموعة واسعة من الممارسات اللغوية اليومية في مجتمعات المثليين والمثليات ومزدوجي الميول والمتحولين جنسياً. تم اشتقاق المصطلح من لون الخزامى (وهو اللون الخزامي) وهو من الألوان المرتبطة منذ زمن طويل مع مجتمعات الأقليات الجنسية. كما يشير مصطلح لغة مثلية للمعنى ذاته واستخدام كلمة «لغة» هنا يشير في معناه السياقي لأي من الجوانب التي تشتمل على الممارسات اللغوية المكتوبة والمنطوقة، بالإضافة لأنماط الكلام واللفظ، بالإضافة لاستخدام مفردات معينة وغير ذلك.

## وصلات خارجية
- الموقع الرسمي للمؤتمر السنوي للغويات الأرجوانية التابع للجامعة الأمريكية (بالإنجليزية)